# Andrea Ercoli
Andrea Ercoli (Roma, 18 giugno 1908 – Roma, 9 settembre 2005) è stato un imprenditore, dirigente sportivo e calciatore italiano.

## Biografia
Nato e cresciuto nel rione Trastevere, Ercoli nel 1923, grazie all'amicizia tra il fratello Giuseppe ed il difensore Augusto Parboni, entra nel settore giovanile della S.S. Lazio, come raccattapalle. Da questo momento la sua vita sarà indissolubilmente legata a questa società. Dopo essersi diplomato geometra nel 1933, frequenta la Scuola Allievi Ufficiali di Spoleto giocando anche nella squadra di calcio locale. Dopo la morte prematura del fratello Giuseppe, Andrea assume la responsabilità dell'azienda agricola di famiglia.
Il lutto lo distoglie per un po' dalle vicende di "casa Lazio", ma una chiamata del presidente Eugenio Gualdi gli schiude le porte del consiglio societario. Partecipa, come capitano del Genio automobilisti, nella guerra d'Etiopia tra il 1935 ed il 1936. Rientrato in patria, diviene presidente del Trastevere, piccolo sodalizio che partecipava al campionato regionale, ma quasi subito rientra alla Lazio, e il 3 dicembre 1939 viene eletto presidente della società biancoceleste. Nel 1940 però è richiamato sul fronte albanese per lo scoppio della seconda guerra mondiale dal quale torna un anno dopo, trovando la Lazio in piena zona retrocessione.
Sono anni bui e sia pur con l'esercito tedesco occupante si riesce a organizzare e a vincere il Campionato romano di guerra. Nel periodo post-bellico si ricomincia con Remo Zenobi, "deus ex machina" delle sorti biancazzurre. Ercoli ricopre quasi tutte le cariche societarie, passando ancora dalla carica presidenziale in due diverse occasioni negli anni quaranta e come reggente nel 1960, a quella di vice dopo l'avvento di Umberto Lenzini. A causa dell'età avanzata gradualmente Ercoli si distoglie dalla vicende del club romano.
Nel 1999 scrive un libro di memorie Io e la Lazio, 75 anni insieme. Riesce a vivere da lontano le vittorie dell'era Cragnotti, prima di spegnersi una mattina del settembre 2005.